# Blaesoxipha americana
Blaesoxipha americana är en tvåvingeart som beskrevs av Brauer 1898. Blaesoxipha americana ingår i släktet Blaesoxipha och familjen köttflugor. Inga underarter finns listade i Catalogue of Life.